# خطوط نورث ويست الجوية الرحلة 188
خطوط نورث ويست الجوية الرحلة 188 طائرة إيرباص إيه 320-212 كانت تحمل علي متنها 144 راكبا و5 من أفراد الطاقم في رحلة طيران من سان دييغو إلي مينيابوليس في 21 أكتوبر 2009 بقيادة الكابتن تيموثي بريان تشيني البالغ من العمر 53 عاما (ولد في 18 نوفمبر 1955 بمدينة أنكوريج) ذات خبرة طيران للشركة لمدة 24 عاما والمساعد أول ريتشارد إروين كولي البالغ من العمر 54 عاما (ولد في 7 سبتمبر 1955 بمدينة بلفاير) ذات خبرة طيران مع القوات الجوية الأمريكية لمدة 8 سنوات وطيارا للشركة لمدة 12 عاما وأثناء الاقتراب من مينيابوليس كان مراقبي الحركة الجوية بمطار مينابوليس-سنت بول الدولي يتصلون بالطائرة وحاولوا مرات عديدة ولكن ليس هناك أستجابة من الطائرة وخوفا من تكرار أحداث 11 سبتمبر أرسلت طائرتي جنرال دايناميكس إف-16 فايتينغ فالكون التابعة للقوات الجوية الأمريكية وطلب مراقبوا الحركة الجوية من طائرة أخرى تابعة لخطوط نورث ويست الجوية تفقد قمرة القيادة وتحميها طائرتي القوات الجوية الأمريكية وعند التفقد وجدوا طاقم خطوط نورث ويست الجوية الرحلة 188 منشغلين من قبل كمبيوتر الطائرة حتي جاءت أحد المضيفات وقالت للطياران «ألا يجب أن نهبط الآن» وهبط الطاقم بسلام بكمية وقود قليلة وبعد بضعة أيام سحب رخصة الطياران وأيضا الطائرة لم تعد تطير مجددآ.
خطأ لوا في وحدة:Navbar على السطر 58: عنوان غير صحيح حوادث ووقائع الطيران في {{{عام}}}.